# Província de Nyanza

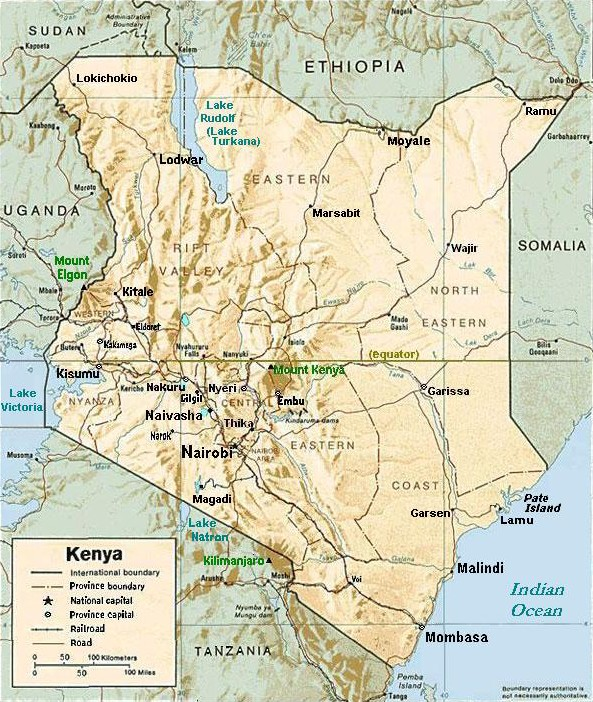
La capital de la província de Nyanza de Kenya, al llac Victòria, és Kisumu

La província de Nyanza de Kenya és una de les vuit províncies de Kenya. Nyanza inclou la part de l'est del llac Victòria. La capital provincial és Kisumu, la tercera ciutat més gran de Kenya. La província té una població de 5.442.711 (segons el cens de 2009) dintre d'una àrea de 12.471,10 km².
La regió es troba a la part sud-oest de Kenya al voltant del llac Victòria, inclou part de l'extrem oriental del llac Victòria i està habitada principalment per l'ètnia Luo i Kisii. També hi ha tribus de parla bantú, com els Kuria, i alguns Luhya, que viuen a la província. El seu nom deriva d'una paraula bantú que significa una gran massa d'aigua. El clima és tropical humit.